# Liste des pays par population en 1939

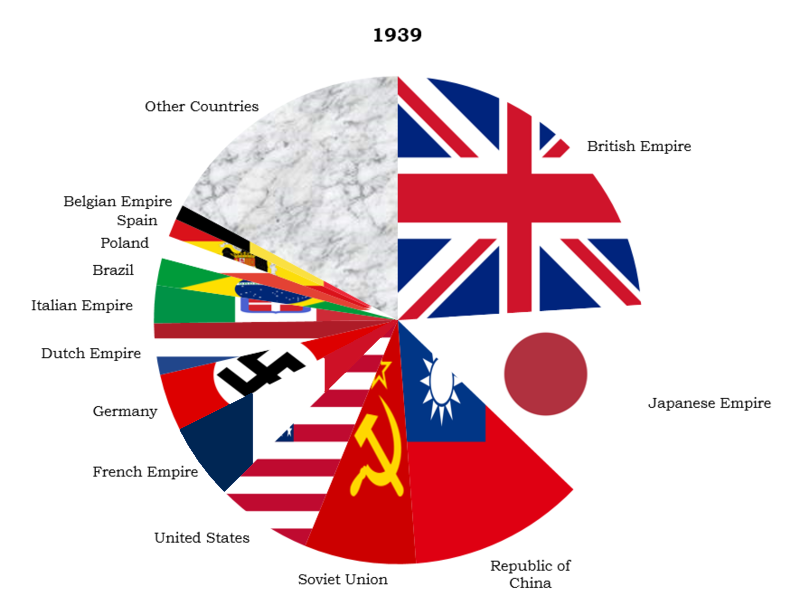
Répartition de la population par pays en 1939

L'article qui suit présente une liste de pays par population en 1939 — y compris les territoires dépendants, occupés ou colonisés — offrant ainsi un aperçu approximatif de la répartition de la population mondiale avant la Seconde Guerre mondiale.
Les estimations datent du début de l'année et les chiffres exacts de population concernent les pays qui ont procédé à un recensement en 1939 (quelle que soit sa date exacte).

## Liste

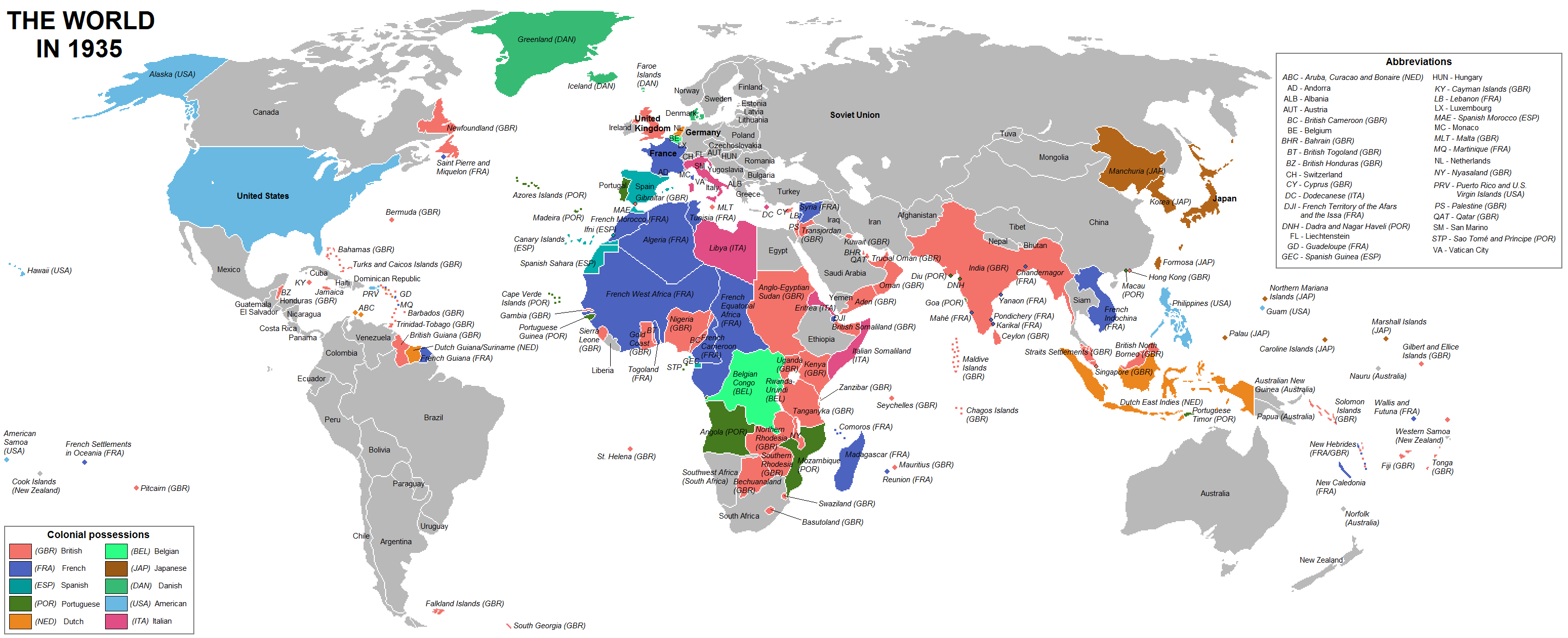
Le monde en 1935.